# Вейла (комит)
Вейла (лат. Veila; убит в 511, Барселона) — знатный вестгот, участвовавший в войне 507—511 годов между претендовавшими на престол Гезалехом и Амаларихом.

## Биография
Единственный раннесредневековый исторический источник о Вейле — «Сарагосская хроника». В ней сообщается, что во время войны между Гезалехом и Амаларихом, сыновьями погибшего в 507 году в битве при Вуйе Алариха II, в Барселоне в 511 году был убит комит Вейла. О причинах убийства в хронике не упоминается.
Согласно ономастическим данным, Вейла был вестготом. Так как Вейла имел высокую должность комита (лат. comes), то он должен был принадлежать к наиболее знатным персонам Вестготского королевства.
Предполагается, что на момент своей гибели в 511 году Вейла мог быть правителем (возможно, графом) Барселоны, в то время являвшейся столицей Вестготского королевства. О том, кого из двух сыновей Алариха II поддерживал Вейла, нет единого мнения. Хотя в средневековых источниках сведения о действиях Вейлы в пользу того или другого представителя династии Балтов отсутствуют, значительная часть современных историков считает его сторонником Гезалеха. Однако также не исключается возможность, что Вейла мог быть приверженцем Амалариха, назначенным на должность правителя Барселоны королём остготов Теодорихом Великим.
Среди медиевистов существуют различные предположения о причинах гибели Вейлы. Часть современных историков считает, что он был убит по приказу Гезалеха: или за свою приверженность Амалариху, или за участие в заговоре. По мнению других исследователей, Вейла был казнён сторонниками Амалариха, когда попытался передать Барселону Гезалеху, вернувшемуся в Испанию от короля вандалов Тразамунда. Согласно этой версии событий, с гибелью Вейлы Гезалех лишился своего последнего сторонника из числа представителей высшей вестготской знати. В результате подошедший с войском к Барселоне Гезалех не только не смог овладеть городом, но и потерпел вблизи него тяжёлое поражение от остготского военачальника Иббы. Вскоре бежавший с поля боя Гезалех был убит бургундами или остготами, что позволило Амалариху и опекавшему его Теодориху Великому установить полный контроль над Вестготским королевством.

## Комментарии
1. ↑  О дате смерти Гезалеха среди современных историков существуют разногласия[13]. По одним данным, это сын Алариха II погиб в 511 году[14][15][16][17]. Однако по другим сведениям, Гезалех провёл ещё некоторое время в скитаниях и был убит позднее: называются даты вплоть до 514 года включительно[8][11][18][19][20][21].